# Wahlmanska huset
Wahlmanska huset, även kallat gamla varmbadhuset, är en byggnad i Hedemora, Dalarnas län. Huset är ritat av Lars Israel Wahlman och uppfördes 1899.

## Bakgrund
Efter att Hedemora fått vattenledningssystem 1896 beslutade stadsfullmäktige att bygga ett varmbadhus. Kvarteret Finken hade testamenterats till staden, tillsammans med medlen som möjliggjorde VA-systemet, av Gustaf Herman Melin och bedömdes vara en bra plats för byggnaden. Arkitekt Lars Israel Wahlman fick samma år i uppdrag att rita badhuset. Några ändringar skedde längs vägen, bland annat togs större delen av Wahlmans planerade källarvåning bort och ändringar skedde på såväl husets storlek som utformning av fasader och interiörer. Huset byggdes under byggmästaren A. G. Larsson från Hedemora och stod färdigt 1899, till en kostnad av 15 500 kr.
Huset är byggt i tegel med gul puts och tegelornamentik, bland annat med ordet "BAD". Det står på en sockel av huggen granit och yttertaket är belagt med tvåkupiga tegelpannor.

## Från badhus till galleri

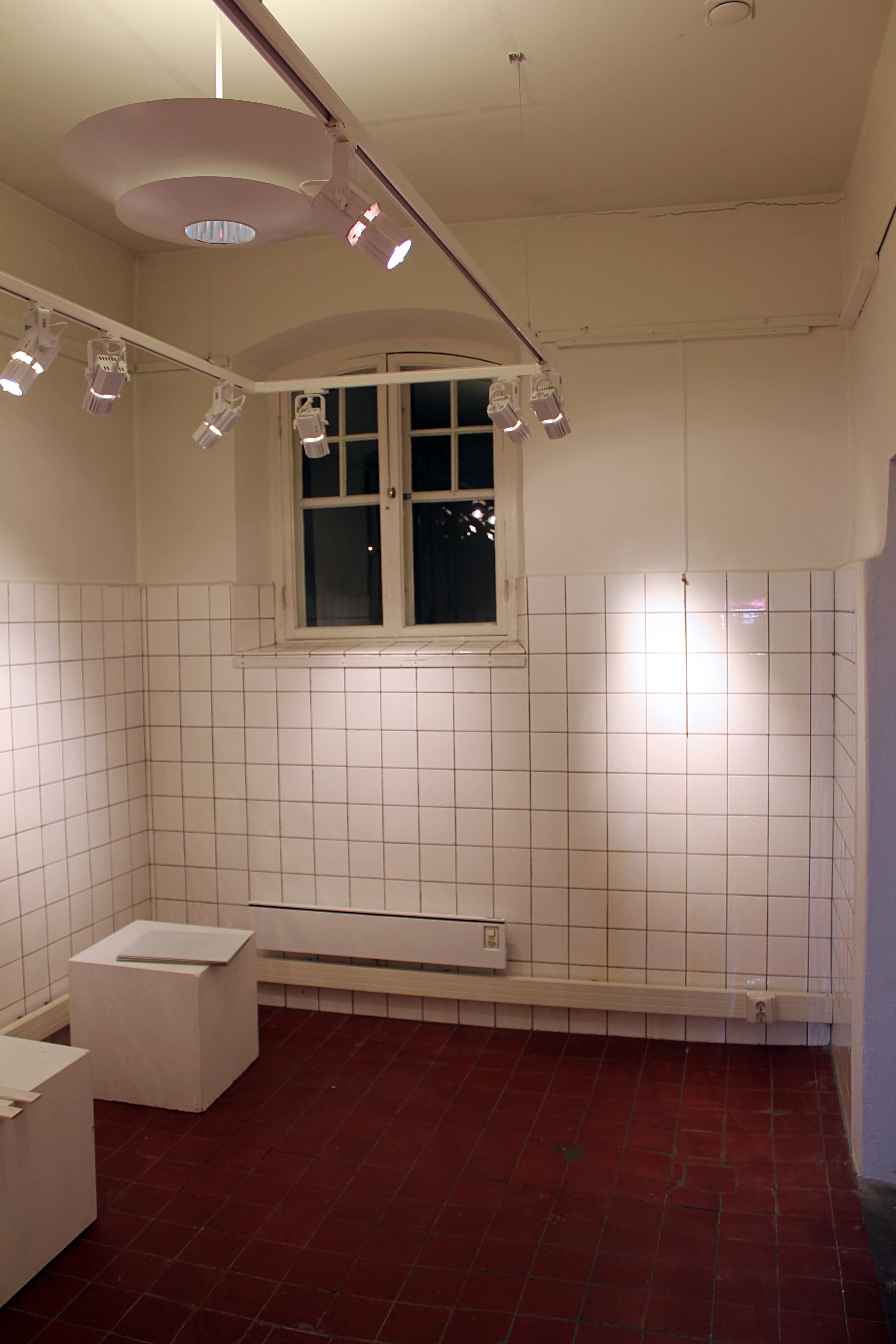
Del av interiör.

Huset var stadens varmbadhus från 1899 till 1974, då sim- och sporthallen Vasahallen öppnade. Staden hade även sedan tidigare kallbadhus i sjön Hönsan. Efter detta stod huset och förföll, och var redan 1980 i mycket dåligt skick. 1983 genomgick huset en restaurering och återinvigdes som utställningslokal för tillfälliga konstutställningar. På hösten 2010 blev Wahlmanska huset förklarat som byggnadsminne av Länsstyrelsen.